# Gul smånäckros
Gul smånäckros (Nymphaea × helvola) är en hybrid i familjen näckrosväxter mellan gul doftnäckros (N. mexicana) och finsk näckros (N. tragragona). Det är en mycket liten näckros och fungerar att odla i tunnor och andra kärl.